# نورمان اريكسون
نورمان اريكسون (بالإنجليزية: Norman Ericson)‏ هو مترجم الكتاب المقدس ‏ ومترجم أمريكي، ولد في 21 يوليو 1932 في لوميس في الولايات المتحدة، وتوفي في 22 ديسمبر 2011.